# Atelopus arsyecue
Atelopus arsyecue là một loài cóc thuộc họ Bufonidae.
Đây là loài đặc hữu của Colombia.

## Môi trường sống
Môi trường sống tự nhiên của chúng là vùng núi ẩm nhiệt đới hoặc cận nhiệt đới, đồng cỏ nhiệt đới hoặc cận nhiệt đới vùng đất cao, và sông ngòi.
Chúng hiện đang bị đe dọa vì mất nơi sống.

## Phân bố
Loài này chỉ được biết đến ở Vườn quốc gia Sierra Nevada de Santa Marta ở tỉnh Cesar, Colombia theo pham vi chiều dọc của Vườn quốc gia Sierra Nevada de Santa Marta, có độ cao từ 2.000 đến 3.500 mét. Chúng có thể phân bố rộng rại hơn ở Vườn quốc gia Sierra Nevada de Santa Marta nhưng hiện tại địa điểm chúng sinh sống có diện tích là 80 km 2.

## Dân số
Đánh giá vào năm 2004 cho biết loài này chỉ biết đến với sáu mẫu vật và không có bất kỳ ghi chép nào khác về loài này kể từ năm 1991. Kể từ đó trở đi, chỉ có 1 bức ảnh được chụp vào năm 2009 do Ruperto Chaparro-Villafaña chụp và được LA Rueda- xác minh. Solano (Hội thảo về Danh sách Đỏ Colombia tháng 8 năm 2016) cho rằng có rất ít cuộc điều tra đến khu vực này vì nó khó tiếp cận, vì vậy vẫn chưa rõ ràng (như vào năm 2004) liệu sự thiếu hụt hồ sơ là do thiếu nỗ lực khảo sát, sự hiếm hoi thực sự hay sự suy giảm dân số. Bất chấp như vậy, sự suy giảm về chất lượng và quy mô môi trường sống liên tục của loài này khiến cho quần thể được cho là đang giảm dần.